# Eragrostis deccanensis
Eragrostis deccanensis är en gräsart som beskrevs av Norman Loftus Bor. Eragrostis deccanensis ingår i släktet kärleksgrässläktet, och familjen gräs. Inga underarter finns listade i Catalogue of Life.